# Pinos Genil
Pinos Genil è un comune spagnolo di 1 309 abitanti situato nella comunità autonoma dell'Andalusia.

## Geografia fisica
Il comune è attraversato dal fiume Genil.